# Time Out with Britney Spears
Time Out With britney Spears é o primeiro DVD da cantora Britney Spears lançado em 1999 no formato de VHS e relançado em 13 de Fevereiro de 2001 no formato de DVD.

## Conteúdo do DVD

### Informações Técnicas
- legendas disponíveis: Inglês
- Áudio: Inglês, Dolby Digital 5.1

### Vídeos
- Growing Up - 08:30 (exibição de fotos de família)
- Recording My First Album - 05:12 (Cenas da gravação do seu primeiro disco)
- Making of dos Videos:

1. "...Baby One More Time" - 03:56
2. "Sometimes" - 03:50
3. "(You Drive Me) Crazy" (The Stop Remix) - 03:18

- On the Road
- Disney Channel in Concert (Com a opção de legenda na tela)

1. Born to Make You Happy - 04:00
2. From the Bottom of My Broken Heart - 04:11